# Howard Riley
Howard Riley (Huddersfield, Inglaterra, 16 de febrero de 1943 - 8 de febrero de 2025) fue un  pianista y compositor británico de jazz.

## Historial
Riley comenzó tocando jazz a los 13 años. Estudió en la Universidad de Gales  entre 1961 y 1966, y en la Universidad de Indiana, en Estados Unidos de América, con Dave Baker (1966-67), y en la universidad de York, ya de vuelta a su país (1967-70). En este periodo trabajó tocando con Evan Parker (1966) y con su propio trío (1967-76), que incluía a Barry Guy al contrabajo y a Alan Jackson, Jon Hiseman, o Tony Oxley, según la época, a la batería. Colaboró con John McLaughlin (1968), con la London Jazz Composers Orchestra (1970-1980), y con el grupo de Oxley (1972-81). Junto con Barry Guy trabajó en trío, con Phil Wachsmann, desde 1976 hasta 1980, y realizó varias giras como solista de piano. Desde 1978 a 1981, también realizó actuaciones en cuarteto, con Guy, Trevor Watts, y John Stevens; a comienzo de los años 1980 trabajó en dúo con Keith Tippett, con Jaki Byard, y con Elton Dean. Desde 1985 dirige su propio trío, con Jeff Clyne y Tony Levin.
Riley ejerce la docencia musical, de forma estable, en la Goldsmiths University de Londres, desde finales de los años 1970.

## Discografía como líder
- Shaped - Music for Solo Piano - 1977, Mosaic GCM 781
- Interchange (con Keith Tippett) - 2002, Turning Point TPM-02213